# 동진 원제
진 중종 원황제 사마예(晉 中宗 元皇帝 司馬睿, 276년 ~ 322년)는 중국 동진의 초대 황제이다. 자는 경문(景文)이고 하내군(河内郡) 온현(溫縣) 출신이다.

## 생애
봉지가 동쪽인 낭야였기에 낙양 근교에서 벌어진 팔왕의 난과 이민족의 참화를 피할 수 있었다. 서진의 상황이 급박해지자 건업에 주둔하며 서진 황족과 주변 호족들의 지지를 얻어냈다. 서진의 마지막 황제인 민제가 끝내 이민족의 칼에 죽자 왕도는 황제에 오르라고 하였고 317년 동진을 세우고 제위에 올랐다.

## 왕돈의 난
왕도의 형 왕돈은 대장군이되면서 무창에 주둔 하였는데 사마예(원제)는 왕도를 사공에 임명하자 불만을 품었다. 그러나 322년, 동진에 반란을 일으켜 무창에서 거병했는데 대의명분은 원제 사마예의 측근이었던 유외(劉隗)와 조협(刁協)을 죽인다는 것이었다. 사마예가 이들을 중용하며 왕도, 왕돈을 멀리했기 때문으로 석두성을 수비하던 군대를 손아귀에 넣었다. 조카 왕윤은 왕돈의 반란의 이야기를 우연히 듣게 되었고 입에 손가락을 넣고 일부러 구토를 했고 병자를 가장해 난을 피해 목숨을 건졌다. 왕돈은 유외와 조협을 추격했는데 조협은 나이가 많아 말을 타지 못해 결국 따라잡혀 죽임을 당해 수급이 왕돈에게 전달되어 저자에 효수되었다. 유외는 후조의 석륵에게로 달아났는데 사태를 심각하게 본 사마예는 왕돈에게 실권을 넘기고 승상에 임명했다. 그러나 왕돈은 마음대로 사람들을 살육했으며 옛 무덤을 도굴하였고 원제는 화병으로 죽었다. 향년 47세였다.

## 가족

### 3대조
- 증조부 : 서진 추존황제 고조(高祖) 선황제(宣皇帝) 사마의(司馬懿)
- 증조모 : 복부인(伏夫人)
- 조부 : 낭야무왕(瑯邪武王) 사마주(司馬伷)
- 조모 : 낭야왕비 제갈씨(諸葛氏)
- 부친 : 낭야공왕 사마근(瑯邪恭王 司馬覲)
- 모친 : 낭야왕비 하후씨(瑯邪王妃 夏侯氏)

### 후비
- 원경황후(元敬皇后) 우맹모(虞孟母, ? ~ 312년)
- 간문선황태후(簡文宣皇太后) 정아춘(鄭阿春, ? ~ 326년)
- 예장군군 순씨(豫章郡君 荀氏, ? ~ 335년)
- 첩여 석씨(婕妤 石氏)
- 재인 왕씨(才人 王氏)

### 자녀

#### 황자
1. 황태자 사마소(司馬紹) - 예장군군 소생. 동진 제2대 황제 명제(明帝).
2. 낭야효왕(瑯邪孝王) 사마부(司馬裒, 301년 ~ 318년) - 예장군군 소생.
3. 동해애왕(東海哀王) 사마충(司馬沖, 311년 ~ 341년) - 첩여 석씨 소생.
4. 무릉위왕(武陵威王) 사마희(司馬晞, 316년 ~ 381년) - 재인 왕씨 소생.
5. 낭야도왕(瑯邪悼王) 사마환(司馬煥, 317년 ~ 318년) - 간문선황태후 소생.
6. 낭야왕(瑯邪王) 사마욱(司馬昱) - 간문선황태후 소생. 동진 제8대 황제 간문제(簡文帝).

#### 황녀
- 심양공주(尋陽公主)

## 기년
| 원제        | 원년            | 2년                 | 3년        | 4년        | 5년        | 6년             |
| ----------- | --------------- | ------------------- | ---------- | ---------- | ---------- | --------------- |
| 서력 (西曆) | 317년           | 318년               | 319년      | 320년      | 321년      | 322년           |
| 간지 (干支) | 정축(丁丑)      | 무인(戊寅)          | 기묘(己卯) | 경진(庚辰) | 신사(辛巳) | 임오(壬午)      |
| 연호 (年號) | 건무(建武) 원년 | 2년 대흥(大興) 원년 | 2년        | 3년        | 4년        | 영창(永昌) 원년 |